# 发热
發燒（英語：fever）又稱發熱（pyrexia）、熱病、發熱反應（febrile response），是恒温动物在致热原作用下，体温调节中枢的调定点（set point）上移而引起的主动调节性体温升高，超過了平常體溫；其有別于机体体温调节失败导致的中暑。
現在醫界並沒有一致認可的正常體溫上限，文獻從37.3到38.3℃都有。发烧时，下視丘的體溫調節中心將原本的體溫設定調高，并讓人感到寒冷。這使得身體為了生產更多熱而出現肌肉收縮，且開始試圖保存熱量。當体温调定点回到正常值时（即為退燒時），患者就會開始感到燥熱，出現臉紅，也可能開始流汗。發燒導致的熱性痙攣（較強烈的肌肉收縮）較為少見，然而這在年輕孩童患者之中較為常見。發燒通常不會高到41至42 °C（105.8至107.6 °F）。
發燒是指身體製造過多熱能或身體的體溫調節失調，導致身體的溫度高過溫度設定值或溫度設定值本身過高。發燒可能是由許多疾病造成，從小病到重症都有可能，這包含了病毒、細菌、寄生、普通感冒、流行感冒、泌尿道感染、脑膜炎、疟疾、闌尾炎等。 非感染性的發燒成因包含了血管炎、深静脉血栓、藥物的副作用、癌症等。另外，發燒不等同高熱這個類似疾病，不同之處在於，高熱（中暑為高熱的一種）起因於身體累積的熱能過多或是身體的散熱功能不足，導致體溫超越正常體溫設定點。
治療發燒本身，一般來說是非必要的。然而治療衍生的疼痛與發炎，有利於患者於生病期間的休養，因為患者會覺得舒服些。布洛芬或对乙酰氨基酚這類藥物可能可幫助上述治療，也可以同時降低體溫。三歲以下的幼童或是患有像是免疫缺陷這類嚴重疾病的患者或出現多重併發症狀的人必須立刻送醫。高熱無論如何也必須立刻送醫。
發燒是常見的醫學徵象之一。體溫上升可強化免疫細胞，增加殺死細菌和病毒的能力，發燒也可抑制細菌和病毒在體內繁殖。發燒約佔看病孩童中的求診原因的30%；生重病的成人會有75%的機率出現發燒這個醫學徵兆。儘管發燒是身體本身的一個強而有力的防衛機制，但是治療發燒本身並不會讓身體的抵抗力降低使得潛在病因的病情惡化。有些家長與醫療從業人士，常會把發燒本身看得太嚴重，這樣的現象被稱為發燒恐慌症（英語：fever phobia）。

## 测量
体温一般用体温计测量。高于下列温度之一可认为是发热：腋下温度等于或高于37.2℃（99℉）；口腔内温度等于或高于37.7 ℃（100℉），也有說等於或高於38℃；肛门、耳温度等于或高于38℃（100.4℉）。
近年来也有通过红外线感測方式测量耳鼓膜温度的耳溫槍測溫。因測量快速，於2003年SARS流行期间，这类测量在机场等公共場所被用来大规模检测可能携带疾病的旅客。
正常体温存在个体差异并受内外因素影响：通常呈现日间波动（下午较早晨高），剧烈运动、饮食或高温环境下可出现 ≤1 ℃的暂时性升高；女性经前期/妊娠期体温略高于基准值，而老年人的体温则因基础代谢率降低而相对低于青壮年群体。
37℃ 的“正常”口腔温度标准是来自德国医生Carl Reinhold August Wunderlich于1851年从25,000名患者精心收集的100多万次个体观察的平均值，2023年斯坦福大学的研究者通过分析电子病历认为，36.64℃可能是目前更为合适“正常”体温标准，并允许结合身高、体重、性别和一天中的时间来确定个性化的正常体温。

## 机理
导致发热的物质称为“热原”（pyrogen）。主要分两类：
- “外源性”是侵入人体的细菌、病毒等产生的毒素直接刺激身体的温度调节中枢（位于大脑内的下视丘），引起体温升高。可见于败血症。
- “内源性”是人体为了抵抗感染，巨噬细胞、白细胞等与入侵生物作用，产生的复合体或代谢产物（目前认为是白介素-1，interleukin-1）成为热原，刺激发热。

## 分类（以口测法为准）
根据口腔温度，发热可分为低热（37.3~38℃）、中等度热（38.1~39℃）、高热（39.1~41℃）和超高热（41℃以上）四个等级。
一般建议由医生诊断和治疗的情况有：
- 有其他主要并发症状（如腹痛、尿血、神智不清、昏迷）的。
- 嬰兒和幼儿的中度或高度发热，儿童的高热。
- 成年人持续2天的高热。
- 长期发热。

中高度以上的发热可能暂时影响大脑功能，造成谵妄（俗称的“胡言亂語”）。持续高热或发生超高热的情况则需要进行急救。在这些温度下人体内的酶会失去活性，从而导致重要代谢过程受阻而死亡。
发热的规律可能预示着特别的疾病，例如伤寒病人常见体温逐渐升高，然后持续呈台阶状；疟疾患者发热一般呈48或72小时的周期状，而肺结核的特征是每天午后发热。

## 热型

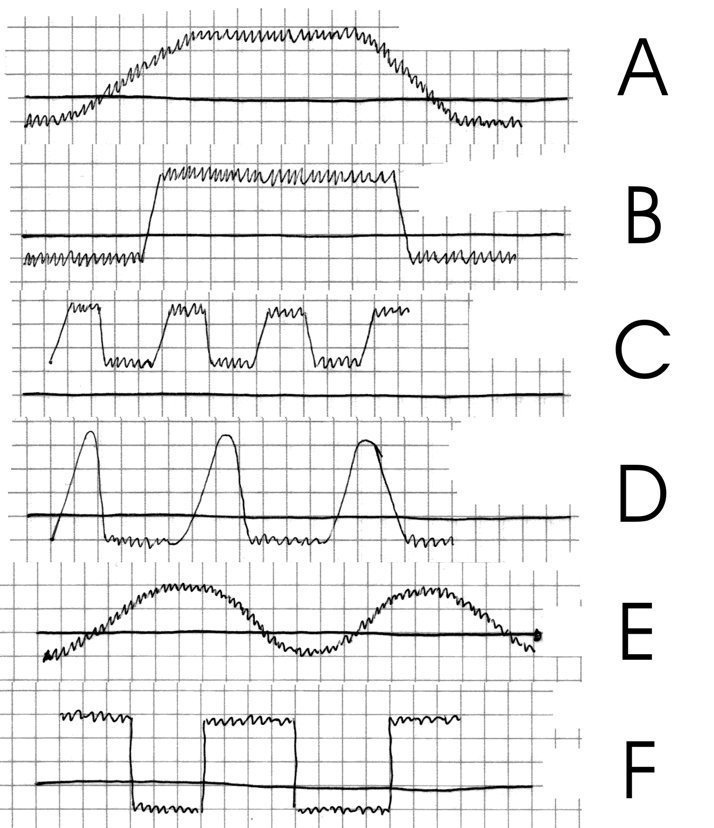
各种热型的表现
a) 稽留热
b) 持续发热，表现为骤起骤落。
c) 弛张热
d) 间歇热
e) 波状热
f) 回归热

在临床诊疗中，医护人员通过将发热患者各时段测量的体温值绘制成动态曲线，依据该曲线呈现的特定波动形态（称为热型）进行鉴别诊断，不同致病因素往往形成特征性的热型图谱。

间歇热：数种疟原虫感染的典型发热模式，起始日为第一日。（左）感染早期，通常所有疟原虫发热均与诺氏疟原虫发热型态类似，是一种日发热。在感染数周后，它种疟原虫感染发热型态才会与其名称特征相符，例如间日热（右中）和四日热（三日疟，右下）。

## 病因
- 很多传染病，例如感冒、AIDS、SARS、脑膜炎、疟疾、胃肠炎，都有发热现象。
- 免疫性疾病，例如紅斑性狼瘡。
- 癌症，例如白血病。
- 药物作用，包括：
  - 药效包括导致体温升高的，如黃體素；
  - 药物过敏反应产生的发热；
  - 断药后反应包括发热的，如海洛英。
- 内分泌疾病，例如甲状腺机能亢进。
- 血管栓塞疾病，如肺血栓。
- 其他原因，通常称为不明热（英语：Fever of unknown origin）。目前很多持续性发烧出于医学上未知的原因。

## 治疗
不严重的暂时发热不一定需要治疗。原因如下：
1. 发热在一定范围内可能有利于增强免疫系统功能。
2. 观察发热的变化可以帮助医生和病人监测病情变化，根据热型协助诊断和知道治疗方案的调整。
3. 治疗发热虽然能减少病人的不适，但一般不会加速痊愈过程。

发热会增加心跳和新陈代谢，所以心脏病患者和年老体弱的人应特别考虑及时解除发热症状。
常用的口服解热药物包括阿司匹林、对乙酰氨基酚、布洛芬等。
发热时体液丢失增多，应及时补充，包括多饮水，或者输液。民间“捂汗”（加盖衣被）的退热方法一般不被医学界推荐，因为操作不当可能反而阻止热量散发，对儿童和高热患者尤其危险。

## 类似症状
- 中暑（heat illness）：因室外高溫多濕或陽光過久直接照射，造成體溫異常升高不降所引起的症狀的通稱。
- 高熱（hyperthermia）：体温过高。由于體溫調節失衡而导致的体温升高的症状，体温调定点不变。
- 惡性高熱（英語：malignant hyperthermia）：是病人因全身麻醉而導致的嚴重反應。
- 潮热（hot flash）：多发于女性更年期时，因為體內的荷爾蒙產生變化而引起的一种生理症狀。

## 延伸閱讀
- Rhoades, R. and Pflanzer, R. Human physiology, third edition, chapter 27 Regulation of body temperature, p. 820 Clinical focus: pathogenesis of fever. ISBN 0-03-005159-2

## 外部連結
- Fever and Taking Your Child's Temperature（页面存档备份，存于）
- US National Institute of Health factsheet（页面存档备份，存于）
- Drugs most commonly associated with the adverse event Pyrexia (Fever) as reported the FDA（页面存档备份，存于）